# جبر ألبرت
في الرياضيات, يكون جبر ألبرت هو جبر جوردان استثنائي ذات 27 بعد. سميت على اسم أبراهام أرديان ألبرت Abraham Adrian Albert, الذي يعد رائداً في دراسة الجبر اللا-تجميعي, و عادةً مايعمل على مستوى الأعداد الحقيقية. على مستوى الأعداد الحقيقية, هناك طريقة واحدة فقط مثل جبر جوردان Jordan algebra تعتمد على التماثل. يمكن أن تشاهد هذا النوع من الجبر كمجموعة مصفوفات 3×3 ذاتية-الانضمام على مدى الأوكتونيونات في العمليات الثنائية.
{\displaystyle x\star y={\frac {1}{2}}(x\cdot y+y\cdot x),}
حيث أن {\displaystyle \cdot } تشير إلى مصفوفة التضاعف.